# Андростен Тасоски
Андростен (на старогръцки: Ἀνδροσθένης) е адмирал на Александър III Македонски през неговия поход в Персия. Андростен е триерарх на Неарх и е изпратен от цар Александър по Ефрат да изследва крайбрежието на Персийския залив, заобикаляйки брега на Арабия с триаконтора, плавайки по-далеч от Архиа Пелски. Андростен пише описание на това пътуване, озаглавено Плаване през Индийското море (Ὁ τῆς Ἰνδικῆς παραπλοῦς).